# Lepidium songaricum
Lepidium songaricum är en korsblommig växtart som beskrevs av Alexander Gustav von Schrenk. Lepidium songaricum ingår i släktet krassingar, och familjen korsblommiga växter. Inga underarter finns listade i Catalogue of Life.